# Долина Славы (Московская область)

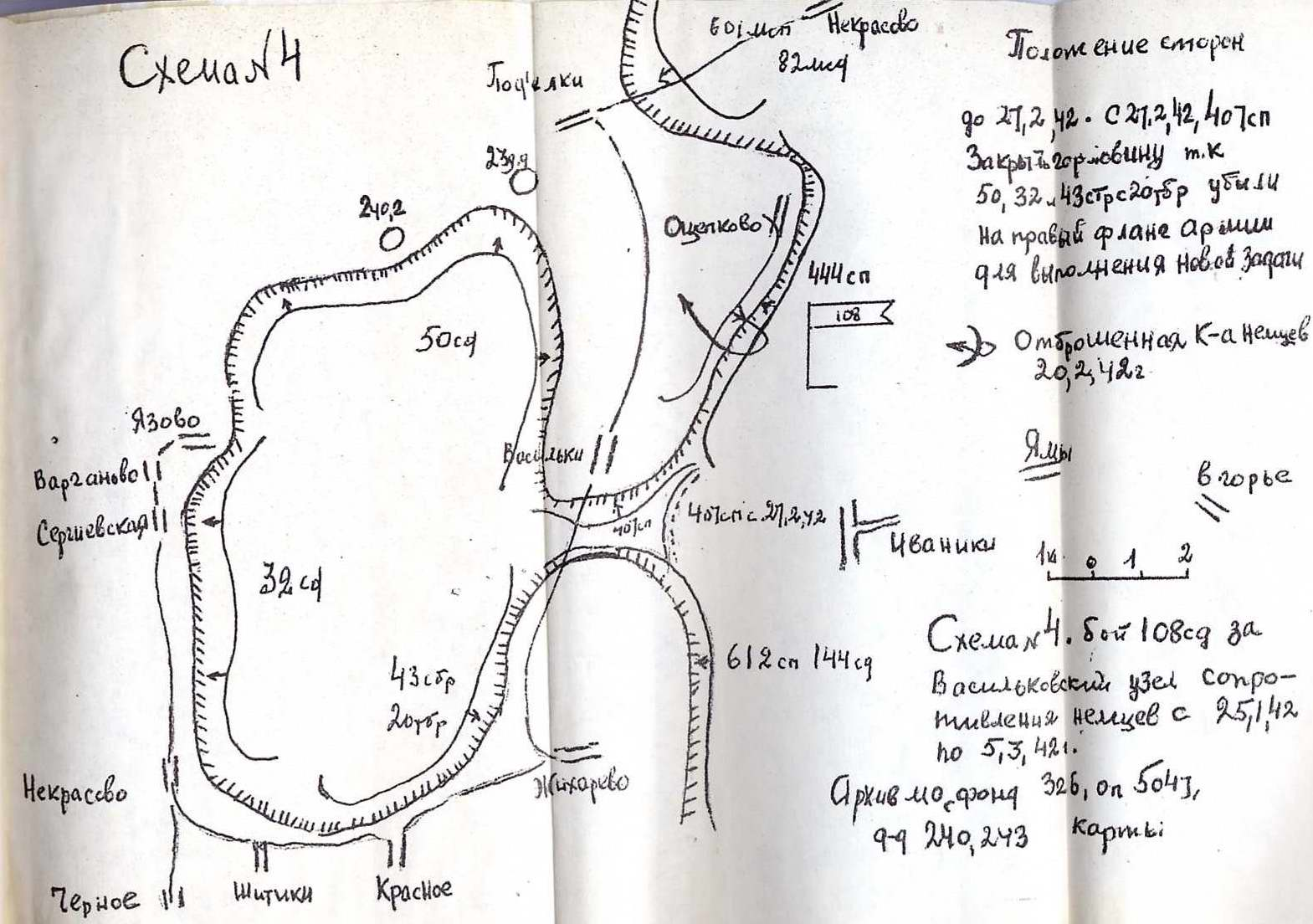
Схема боёв за Васильковский узел сопротивления немцев с 25 января по 5 марта 1942 года

Долина Славы — урочище вблизи дороги, идущей от посёлка Уваровка в сторону села Семёновского перпендикулярно Минскому шоссе (141 километр). 15 километров от шоссе по дороге на село Семёновское, от Уваровки — 21-й километр (Можайский городской округ Московской области). Раньше называлась Долина Смерти. Располагавшейся здесь деревни Иваники уже давно не существует, как и деревни Васильки к западу от этой долины.
В 1942—1943 годах в этом месте находился Васильковский узел сопротивления немцев (в 16 км юго-восточнее города Гжатска, ныне Гагарин, Смоленская область). В ходе зимнего наступления под Москвой в январе 1942 года советские войска вышли на этот рубеж и ценой тысяч солдатских жизней удерживали его. Это был единственный участок Московской области, который не был освобождён в ходе наступления под Москвой.
8 февраля 1942 года ударная группа 5-й армии (50-я, 32-я, 144-я стрелковые дивизии и 43-я стрелковая бригада) начала наступление с задачей выйти в тыл гжатской группировки противника. Танкисты 20-й танковой бригады совместно с пехотными частями блокировали ряд укреплённых опорных пунктов противника. Однако советские войска не смогли преодолеть Васильковский узел сопротивления немцев и перешли к обороне. Этот участок входил в общую оборонительную систему Гжатского укреплённого района немцев, преодоление которого было завершено только в 1943 году.

## Памятники
- Курган и обелиск в 500 метрах от дороги на Семёновское.
- На автостоянке у шоссе в начале дорожки, ведущей к кургану.
- Памятник В. И. Полосухину в начале леса.
- Вправо ок. 1 км от памятника Полосухину, на лесной опушке на берегу ручья братская могила с памятником 1970-х гг.

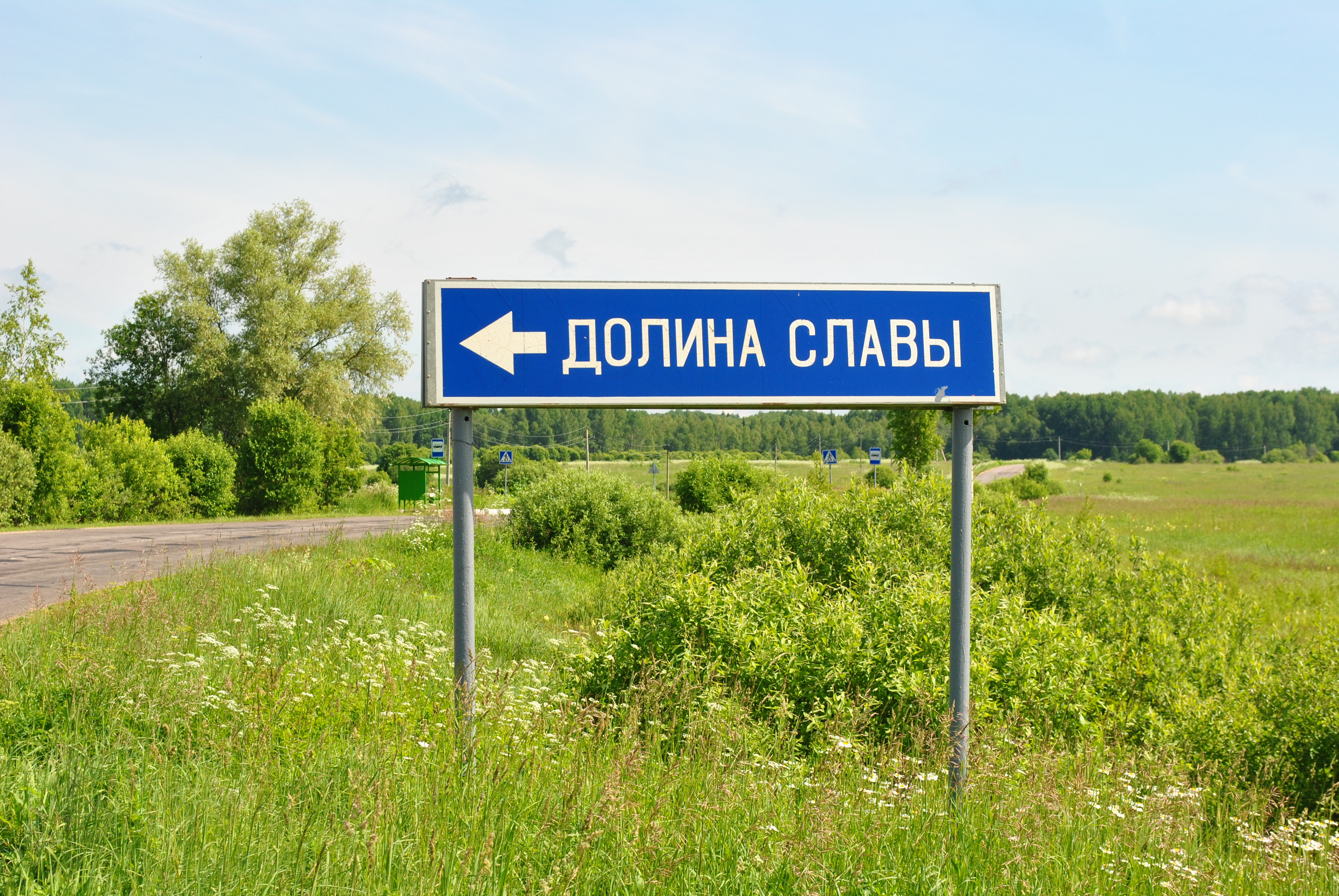
Указатель "Долина славы"
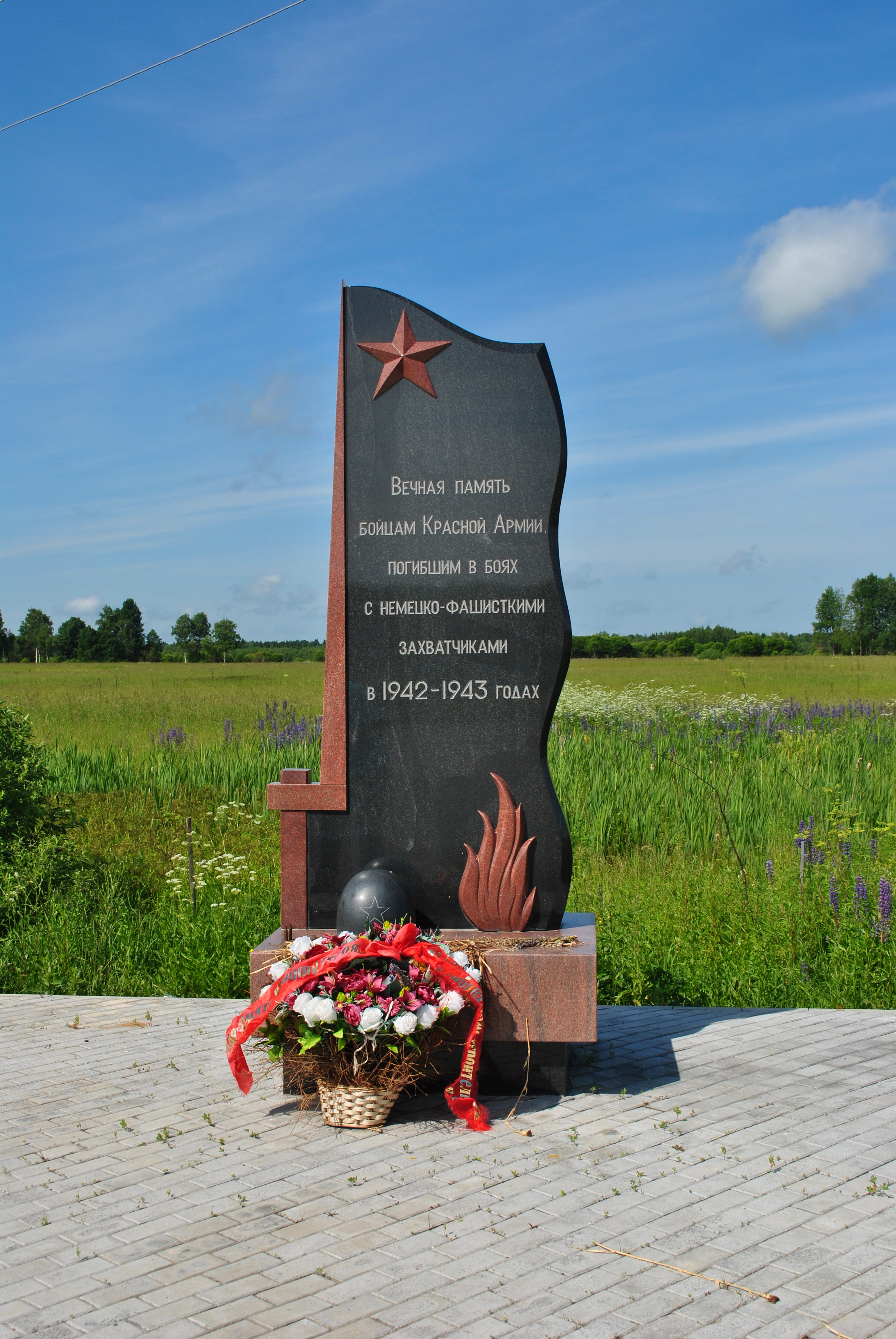
Долина славы. Памятник Бойцам РККА, погибшим в боях, в 1942-1943 гг.
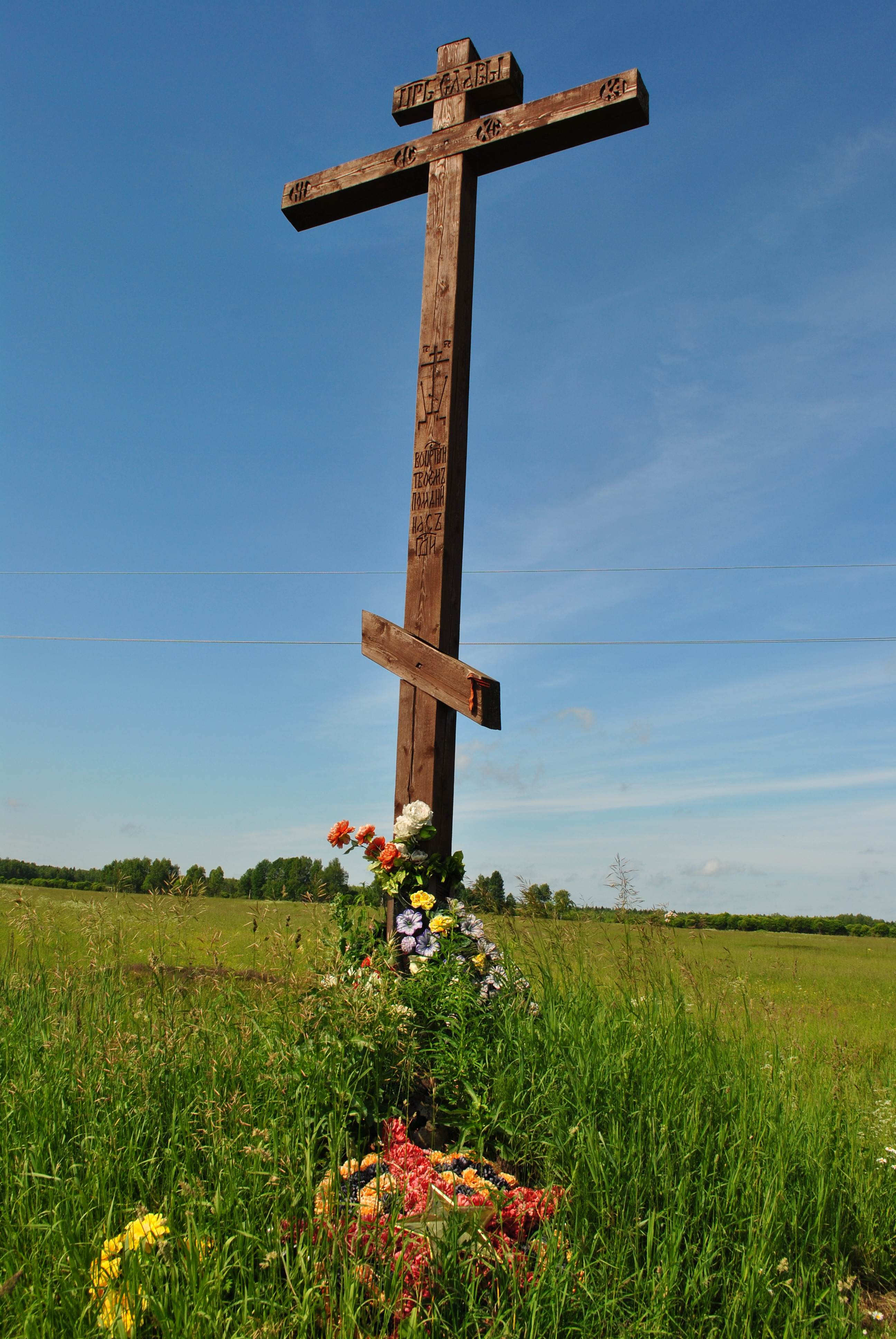
Памятный крест у поворота на Долину славы
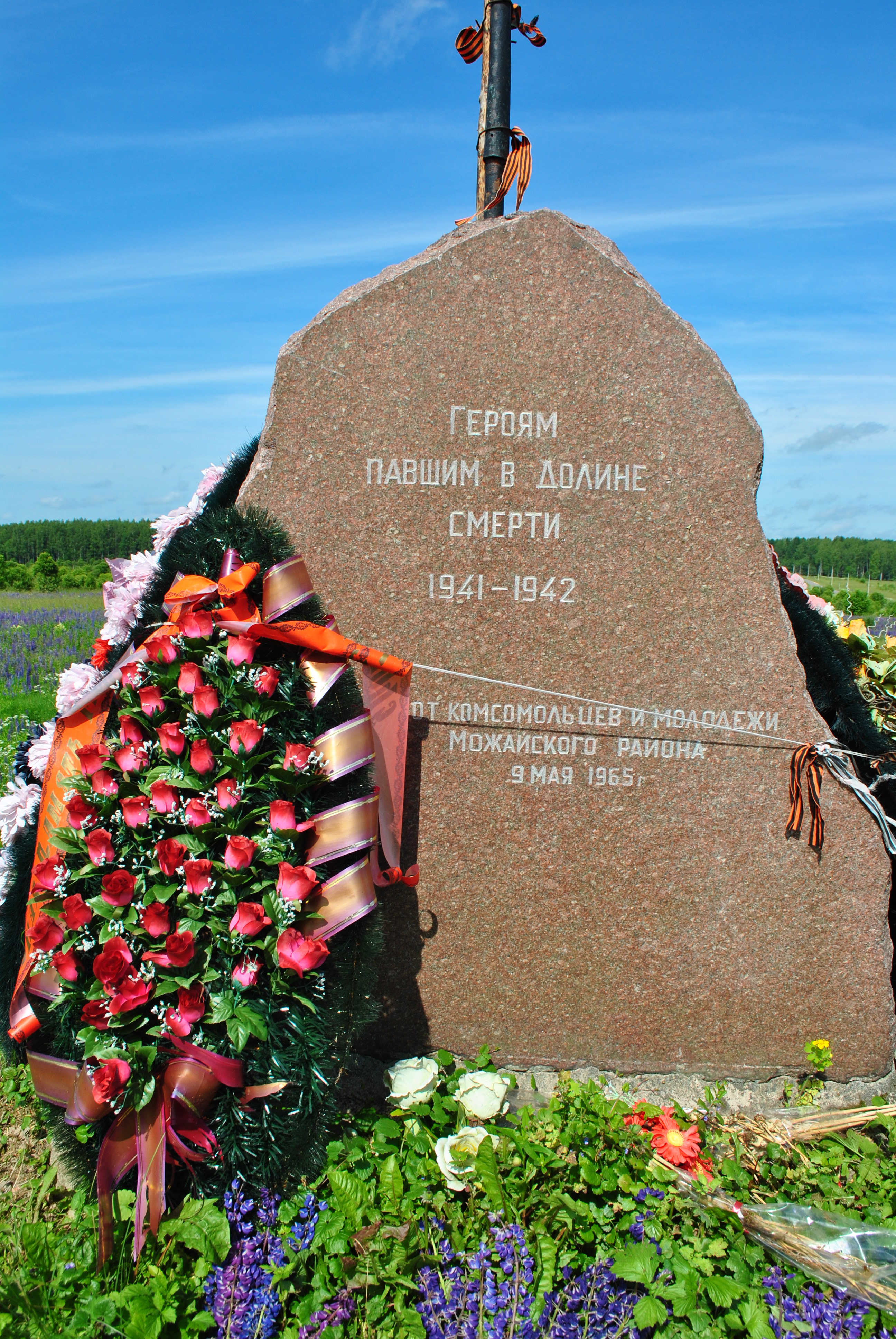
Обелиск в 500 метрах от дороги на Семёновское
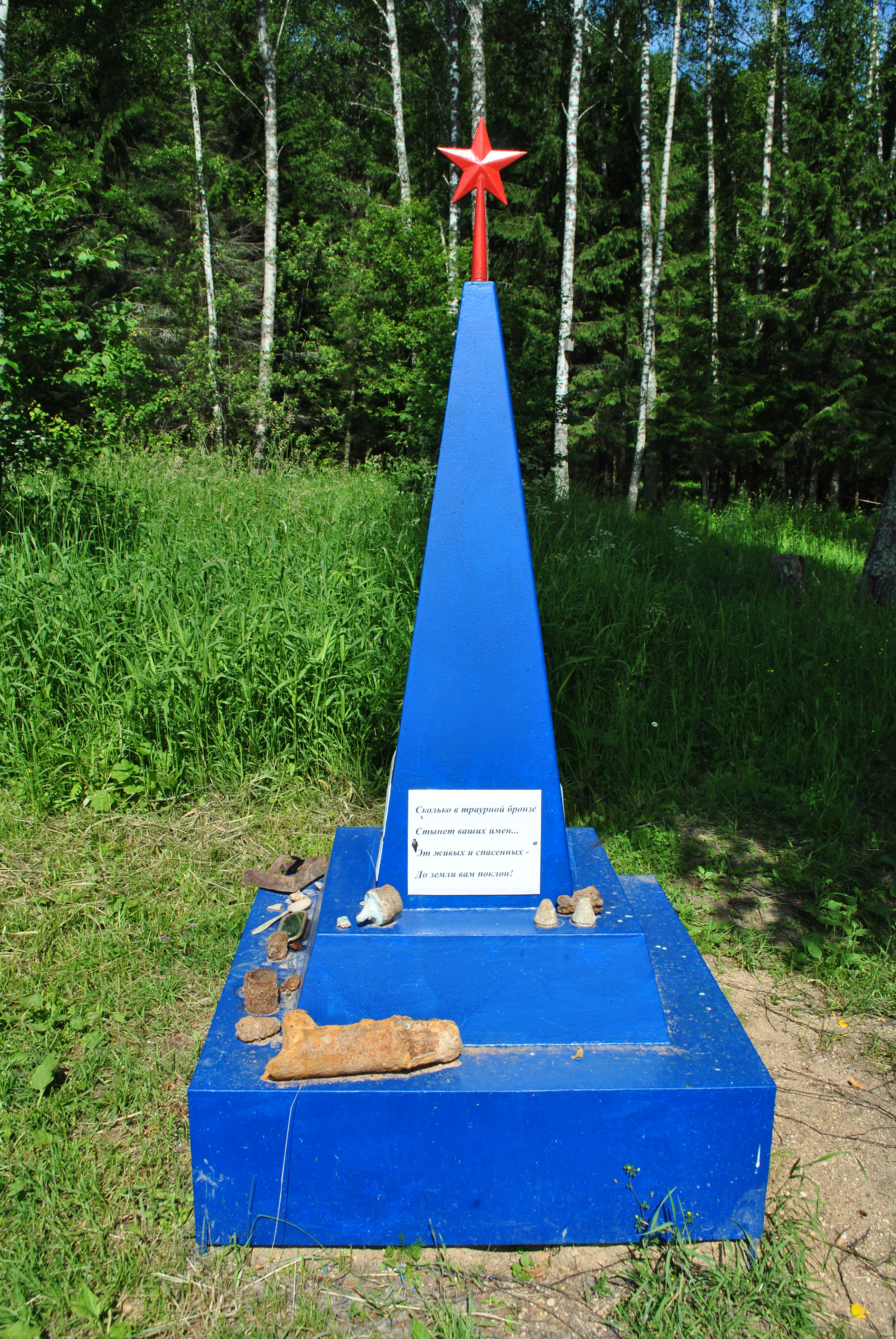
Братская могила бойцов РККА, погибших в 1942 году
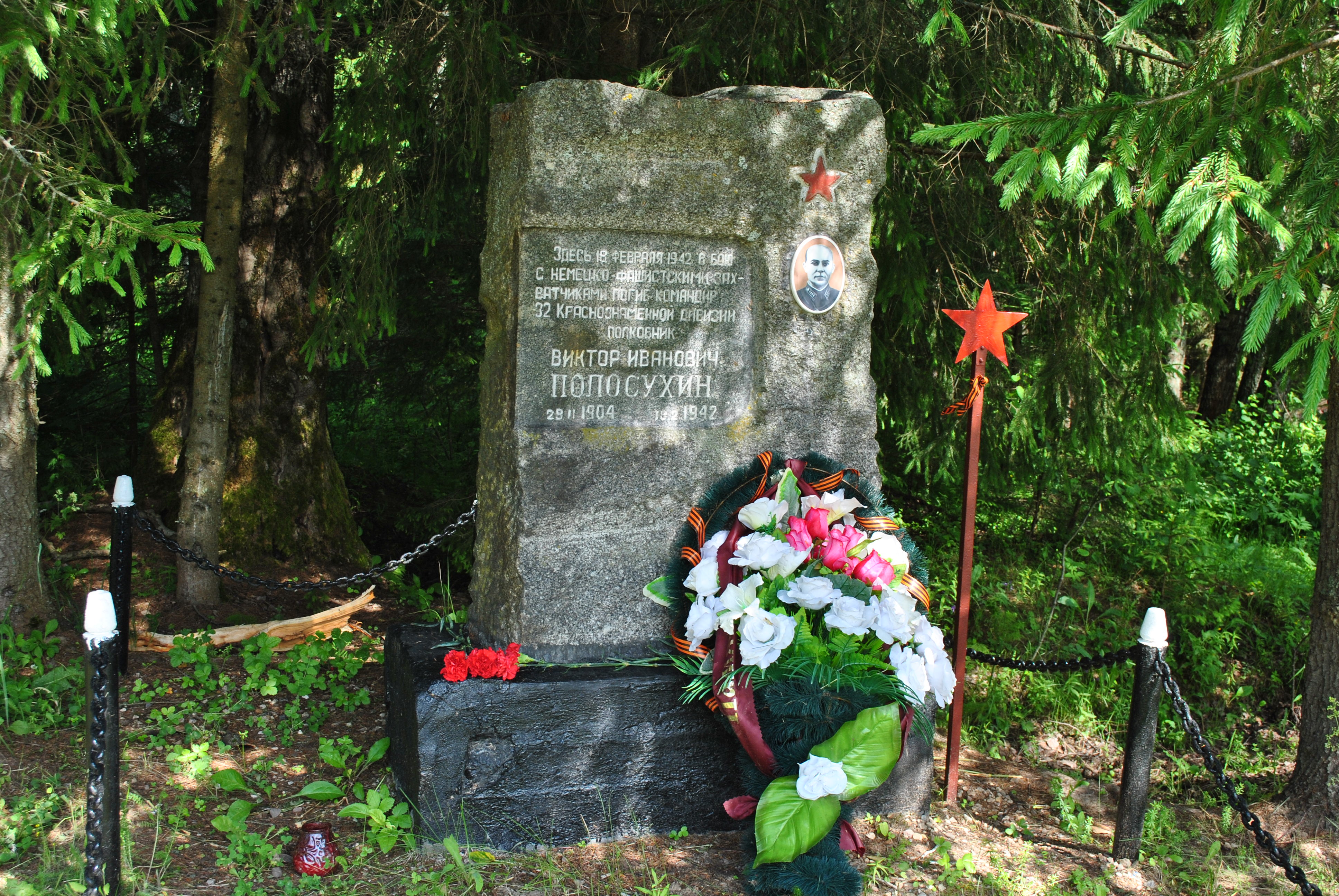
Памятник В. И. Полосухину на месте его гибели